# Campeonato Brasileiro de Basquete de Rua
O Campeonato Brasileiro de Basquete de Rua é um torneio organizado pela CUFA e a LIBBRA, a partir de seletivas estaduais. Os jogos são disputados em baixo do viaduto Negrão de Lima, em Cascadura, no Rio de Janeiro.
É organizado anualmente, desde 2004.
fonte: